# جنگ استقلال ونزوئلا
جنگ استقلال ونزوئلا (انگلیسی: Venezuelan War of Independence) یکی از جنگ‌های استقلال طلبانه از اوایل قرن نوزدهم است. این جنگ‌ها بدنبال جنبش‌های استقلال طلبانه در آمریکای لاتین علیه امپراتوری اسپانیا به وجود آمد.

## تاریخچه
در تاریخ ۱۹ آوریل ۱۸۱۰ بعد از تشکیل شورای عالی نظامی کاراکاس این جنگ شروع شد. در ۵ ژوئیه ۱۸۱۱ هفت استان از ده استان ونزوئلا استقلال خود را در اطلاعیه‌ای اعلام کردند. جمهوری اول ونزوئلا در سال ۱۸۱۲ پس از زلزله کاراکاس و نبرد ویکتوریا شکست خورد. در سال ۱۸۱۳ سیمون بولیوار نبرد تحسین‌برانگیزی را برای آزاد سازی ونزوئلا و ایجاد جمهوری دوم در این کشور به پیش برد ولی این نبرد هم به دلیل شورش‌های محلی و ضد حمله‌های سلطنت طلبان دوام نیاورد.
در سال‌های ۱۸۱۹ تا ۱۸۲۰، ونزوئلا با نبرد دیگری به رهبری سیمون بولیوار به استقلال طولانی مدت از اسپانیا دست یافت.
در ۱۷ دسامبر سال ۱۸۱۹ کنگره آنگوستورا استقلال کلمبیای بزرگ را اعلام کرد. بعد از دو سال جنگ این کشور در سال ۱۸۲۱ با رهبری مشهورترین فرزندانش یعنی سیمون بولیوار به استقلال از اسپانیا دست یافت. ونزوئلا از آن روز به همراه کلمبیا، پاناما و اکوادور کنونی بخشی از کلمبیای بزرگ را تشکیل دادند ولی در سال ۱۸۳۰ ونزوئلا جدا شد و به کشوری با حاکمیت مستقل تبدیل شد.

## اولین جمهوری (۱۸۱۰–۱۸۱۲)
در سال ۱۸۰۸ فرانسه به اسپانیا تهاجم کرد و در پی آن پادشاهی اسپانیا سرنگون شد.
در ۱۹ آوریل ۱۸۱۰ شورای شهر کاراکاس با خیزش موفقیت‌آمیزی شهردار اسپانیایی این شهر ویسینتی امپاران را سرنگون کرد و شورشیان یک فرماندهی نظامی را در کاراکاس تشکیل دادند.
انعکاس این رویداد در سراسر ونزوئلا دیده شد. در سراسر ونزوئلا، شهرها و شهرستان‌ها یا از این حرکت جانبداری کردند یا در مقابل آن ایستادند و از این نقطه در بیشتر مناطق ونزوئلا جنگی داخلی شروع شد.
شورای عالی کاراکاس خواهان ایجاد یک کنگره شد تا برای مناطق مختلف ونزوئلا یک دولت تشکیل شود. هر دو طرف قبول کردند دولت‌های جداگانه‌ای داشته باشند ولی با توجه به تهاجم فرانسه به شبه جزیره ایبری به عنوان بخشی از پادشاهی اسپانیا باشند.
کنگره پیشنهاد کرد تا حرکتی برای استقلال شروع شود و این پیشنهاد بسرعت پذیرفته شد. افرادی مانند فرانسیسکو د میراندا و سیمون بولیوار که از عصر روشنگری و انقلاب فرانسه تأثیر پذیرفته بودند رهبری جنبش را در دست گرفتند. کنگره در ۵ ژوئیه ۱۸۱۱ استقلال ونزوئلا را اعلام کرد و جمهوری ونزوئلا تشکیل شد.

## جمهوری دوم (۱۸۱۱–۱۸۱۴)
بولیوار و دیگر جمهوریخواهان در دیگر بخش‌های اسپانیایی امریکای جنوبی و کارائیب مقاومت را ادامه دادند یا در داخل کشور دست به انجام حرکت‌های چریکی سازمان یافته زدند. در سال ۱۸۱۳ بولیوار به ارتش متحد گرانادای نو پیوست. همان زمان، سانتیاگو مارینو از شمال شرق دست به حمله زد. هر دو نیرو نیروهای سلطنت طلب را شکست دادند. در ۶ اوت ۱۸۱۳ بولیوار وارد کاراکاس شد.